# Limbum
Le limbum (ou bojiin, limbom, llimbumi, ndzungle, ndzungli, njungene, nsungali, nsungli, nsungni, wimbum) est une langue des Grassfields parlée au nord-ouest du Cameroun dans le département du Donga-Mantung, l'arrondissement de Nkambé, autour de Nkambé et Ndu.
En 2005, 130 000 locuteurs ont été dénombrés au Cameroun. Quelques-uns vivent également au Nigeria.

## Écriture
Le limbum est écrit avec l’alphabet latin, selon les recommandations de l’Alphabet général des langues camerounaises.
| Majuscules | Majuscules | Majuscules | Majuscules | Majuscules | Majuscules | Majuscules | Majuscules | Majuscules | Majuscules | Majuscules | Majuscules | Majuscules | Majuscules | Majuscules | Majuscules | Majuscules | Majuscules | Majuscules | Majuscules | Majuscules | Majuscules | Majuscules | Majuscules | Majuscules | Majuscules | Majuscules |
| ---------- | ---------- | ---------- | ---------- | ---------- | ---------- | ---------- | ---------- | ---------- | ---------- | ---------- | ---------- | ---------- | ---------- | ---------- | ---------- | ---------- | ---------- | ---------- | ---------- | ---------- | ---------- | ---------- | ---------- | ---------- | ---------- | ---------- |
| A          | B          | C          | D          | E          | Ɛ          | F          | G          | H          | I          | J          | K          | L          | M          | N          | Ŋ          | O          | P          | R          | S          | T          | U          | Ʉ          | V          | W          | Y          | ʼ          |
| Minuscules |            |            |            |            |            |            |            |            |            |            |            |            |            |            |            |            |            |            |            |            |            |            |            |            |            |            |
| a          | b          | c          | d          | e          | ɛ          | f          | g          | h          | i          | j          | k          | l          | m          | n          | ŋ          | o          | p          | r          | s          | t          | u          | ʉ          | v          | w          | y          | ʼ          |

En plus des lettres de l’alphabet, plusieurs digrammes sont utilisés pour représenter certains phonèmes : ‹ ny, ŋw, sh, gh ›.
Les voyelles longues sont écrites en doublant les lettres : ‹ aa ee ɛɛ ii oo uu ʉʉ ›.
Les tons sont indiqués à l’aide de diacritiques au-dessus des voyelles :
- le ton haut est par l’absence de diacritique ;
- le ton bas est indiqué avec l’accent grave : ‹ à è ɛ̀ ì ò ù ʉ̀ › ;
- le ton montant est indiqué avec l’antiflexe : ‹ ǎ ě ɛ̌ ǐ ǒ ǔ ʉ̌ › ;
- le ton tombant est indiqué avec l’accent circonflexe : ‹ â ê ɛ̂ î ô û ʉ̂ ›.

### Sources
- (en) Fiche langue [lmp] dans la base de données linguistique Ethnologue.
- Ian P. Cheffy, Alphabet and Orthography Statement for Limbum, SIL International, 1992. (disponible sur http://www.silcam.org)
- (en) Lynne E. Fiore, A phonology of Limbum (Nsungli), Société Internationale de Linguistique et CE.RE.L.TRA, Institut des Sciences Humaines, ONAREST, 1977
- (en) Lynne E. Fiore, A phonology of Limbum, University of Texas at Arlington, 1987
- (en) Francis Wepngong Ndi, Limbum orthography guide, 2011 (lire en ligne)
- (en) Francis Wepngong Ndi, Limbum Grammar Sketch, The Afranaph Project, 2017 (lire en ligne)
- (en) Francis Wepngong Ndi, A Comprehensive Grammar of Limbum, GlobeEdit, 2019 (ISBN 978-6139413348)
- (en) Jirndi Finita Shey, The Expansion of Citizenship, Lexicon in Limbum (mémoire), Université de Yaoundé I, 2011 (lire en ligne)